# Дечија ТВ
Дечија ТВ је српска телевизијска мрежа која је са приказивањем почела 11. децембра 2018. године. Седиште телевизије налази се на адреси Доситејева 23, Београд.
Телевизија је емитовала садржај за најмлађе.Телевизија се емитовала на Суперновој као и Ирис ТВ (МТС),емитовање је престало 1. фебруар 2023.

## Програм
- Мија и ја (1 сезона)
- Дрво Фу Том
- Беново и Холино мало краљевство
- Калимеро
- Меде медењаци
- Џони Тест (3-5 сезона)
- Анђелина балерина (1 сезона)
- Гавра - мали неваљалац
- Тилда мали миш
- Град пријатеља
- Љуте птице
- Свемирска Принцеза
- Наопачке
- Баш супер клинци
- Звезналице
- Лолирок (1 сезона)
- Екстремни фудбал
- Мали истраживачи
- Зак и Квак (1-2 сезона)
- Точкићи (1-3 сезона)